# برنامج الحدود الجديدة

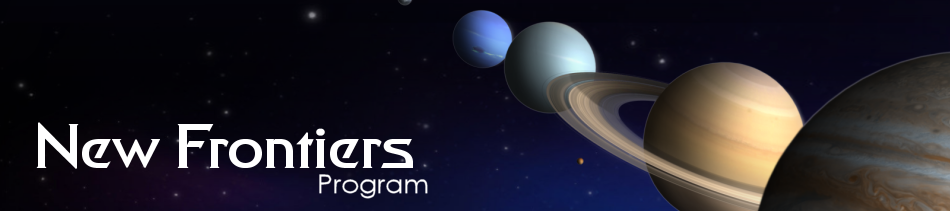
رأس موقع برنامج الحدود الجديدة ، اعتبارًا من يناير 2016.

برنامج أو مشروع الحدود الجديدة (بالإنجليزية: New Frontiers program) هو سلسلة من مهام استكشاف الفضاء التي تجريها ناسا بهدف تعزيز فهمنا للنظام الشمسي. يختار البرنامج مهام من الدرجة المتوسطة والتي يمكن أن توفر عوائد علمية عالية.
ناسا تشجع العلماء المحليين والدوليين لتقديم مقترحات مهمة للبرنامج. البرنامج بني على النهج المبتكر الذي يستخدمه برنامج ديسكفري وبرنامج إكسبلوررز بقيادة البعثات. وهي مصممة للمهام متوسطة الدرجة التي لا يمكن إنجازها ضمن قيود التكلفة والوقت الخاصة بالاكتشاف، ولكنها ليست كبيرة مثل البعثات العلمية الاستراتيجية الكبيرة مثل برنامج فلاج شيب (المهام الرئيسية).
هناك حاليًا ثلاث بعثات جديدة قيد التنفيذ وواحدة قيد التطوير. تم إطلاق New Horizons في عام 2006 ووصلت إلى بلوتو في عام 2015، وبعثة Juno التي تم إطلاقها في عام 2011 ودخلت مدار كوكب المشتري في عام 2016، وبعثة OSIRIS-REx ، وتم إطلاقها في سبتمبر 2016 نحو الكويكب Bennu لدراسات مفصلة من 2018 إلى 2021 وأخذ عينة والعودة بها إلى الأرض في عام 2023.
في 27 يونيو 2019 ، تم اختيار Dragonfly لتصبح المهمة الرابعة في مشروع الآفاق الجديدة.

## التاريخ

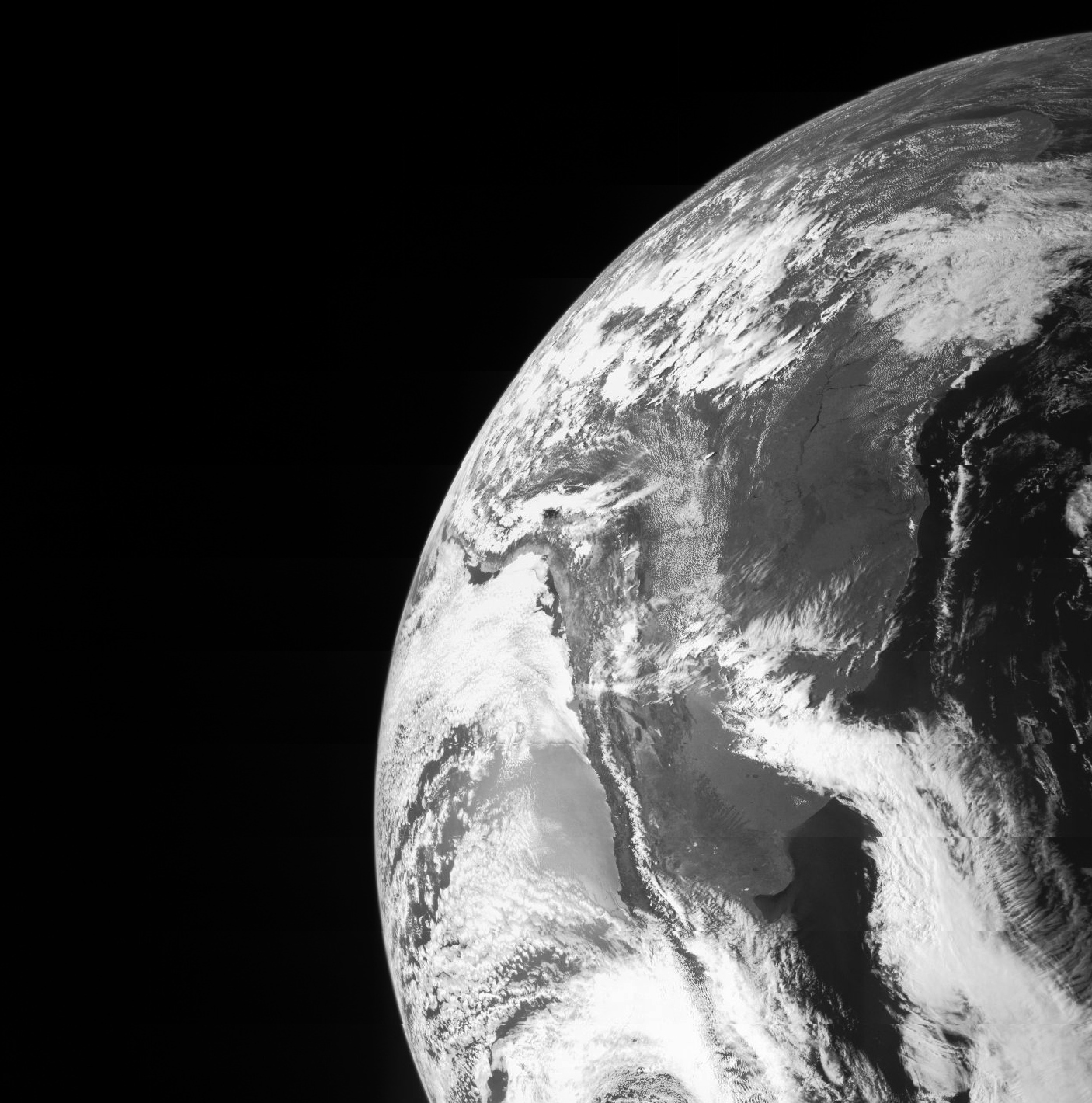
بعثة جونو تشاهد الأرض في أكتوبر 2013 أثناء تحليق المركبة الفضائية في طريقها إلى المشتري

تم تطوير برنامج الحدود الجديدة والدعوة له من قبل وكالة ناسا وأيده الكونغرس في 2002 و 2003. قاد هذا الجهد اثنان من المديرين التنفيذيين في ناسا منذ فترة طويلة في المقر في ذلك الوقت وهم: إدوارد ويلر المدير المساعد للعلوم، وكولين هارتمان مدير قسم استكشاف النظام الشمسي. تم بالفعل اختيار المهمة إلى كوكب بلوتو قبل أن يتم اعتماد هذا البرنامج وتمويله بنجاح، لذلك يمكن القول أن المهمة إلى بلوتو، المسماة نيو هورايزونز هي الأصل أو الأب في برنامج الحدود الجديدة.
حدد المسح العقدي لعلوم الكواكب لعام 2003 من الأكاديمية الوطنية للعلوم الوجهات التي كانت بمثابة مصدر المنافسة الأولى لبرنامج الحدود الجديدة. تم اختيار اسم البرنامج من قبل هارتمان بناءً على خطاب الرئيس جون كينيدي في عام 1960، والذي قال فيه «إننا نقف اليوم على حافة حدود جديدة».
أمثلة على مفاهيم المهام المقترحة وتشمل مجموعتين عريضتين تستندان إلى أهداف المسح العقدي لعلوم الكواكب .
- من آفاق جديدة في النظام الشمسي: إستراتيجية استكشاف متكاملة
  - استكشاف حزام كويبربلوتو (تحقق ذلك في نيو هورايزونز )
  - استكشاف كوكب المشتري القطبي المداري مع مجسات (يقود ذلك جونو)
  - فينوس إن سيتو إكسبلورر
  - مهمة أخذ وإرجاع عينات من حوض القطب الجنوبي للقمر أيتكين
  - مهمة إرجاع عينة سطح مذنب: إرجاع عينة استكشاف البيولوجيا الفلكية للمذنب (CAESAR) (انظر أيضًا OSIRIS-REx المماثل، والمخطط لجسم قريب من الأرض ، وليس مذنبًا. )
- من الرؤية ورحلات علوم الكواكب في العقد 2013-2022
  - Io Volcano Observer
  - الشبكة الجيوفيزيائية القمرية (Lunar Geophysical Network)
  - مسبار زحل دخول الغلاف الجوي (Saturn Atmospheric Entry Probe)
  - جولة طروادة والالتقاء (Trojan Tour and Rendezvous)

## بعثات قيد العمل

### آفاق جديدة( حدود جديدة 1)
تم إطلاق مهمة نيو هورايزونز إلى بلوتو في 19 يناير 2006. بعد مساعدة جاذبية المشتري في فبراير 2007 واصلت المركبة الفضائية نحو بلوتو. حدثت مهمة التحليق الأولية في يوليو 2015 ، ثم تم استهداف المركبة الفضائية نحو كائن واحد من حزام كايبر يسمى 486958 أروكوث في 1 يناير 2019. مهمة أخرى تم أخذها في الاعتبار مع هذه المهمة كانت New Horizons 2 .

### جونو(الحدود الجديدة 2)

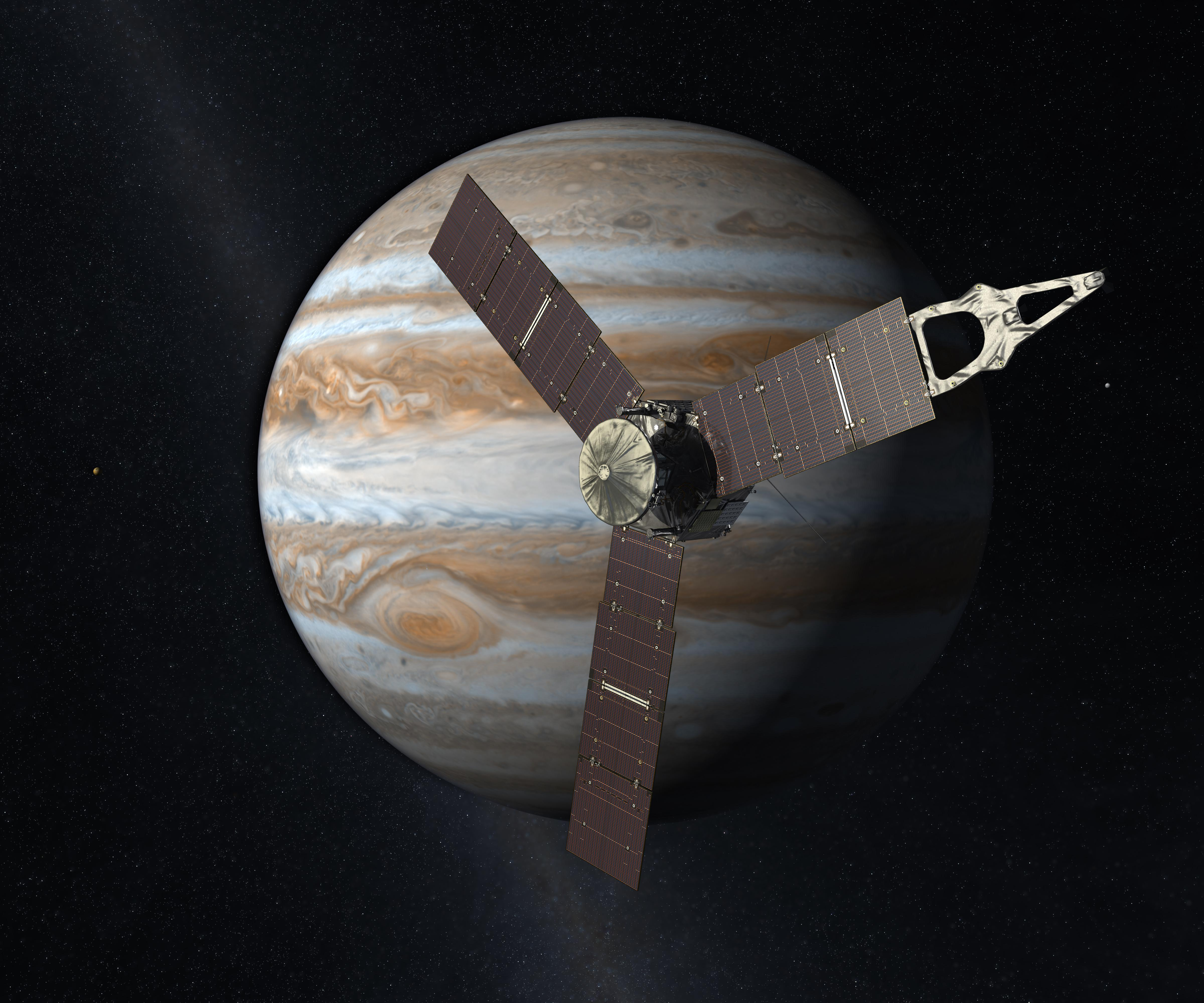
مفهوم الفنانين جونو في كوكب المشتري

جونو هي مهمة استكشاف كوكب المشتري التي انطلقت في 5 أغسطس 2011 ووصلت في يوليو 2016. إنها أول مركبة فضائية تعمل بالطاقة الشمسية لاستكشاف كوكب خارجي. تم وضع المركبة في مدار قطبي من أجل دراسة المجال المغناطيسي للكوكب والبنية الداخلية. قدمت مهمة جاليليو التابعة لوكالة ناسا إلى كوكب المشتري معرفة واسعة حول غلافه الجوي العلوي، ومع ذلك فإن الدراسة الإضافية للمشتري ضرورية ليس فقط لفهم أصله وطبيعته للنظام الشمسي، ولكن أيضًا للكواكب العملاقة خارج المجموعة الشمسية بشكل عام. يهدف تحقيق مركبة جونو الفضائية إلى معالجة الأهداف التالية لكوكب المشتري:
- فهم الخصائص الديناميكية والهيكلية الإجمالية لكوكب المشتري من خلال تحديد كتلة وحجم نواة المشتري، ومجالات الجاذبية والمغناطيسية، والحمل الحراري الداخلي ؛
- قياس تركيبة الغلاف الجوي لجوفيان، خاصة وفرة الغاز القابل للتكثيف (H2O ، NH3 ، CH4 ، H2S) ، وملف تعريف درجة حرارة الغلاف الجوي لجوفيان، وملف تعريف سرعة الرياح، وعتامة السحابة إلى أعماق أكبر مما تم تحقيقه من خلال دخول جاليليو تحقيق هدف يبلغ 100 بار عند خطوط العرض؛ و
- تحقق من الهيكل الثلاثي الأبعاد للغلاف المغناطيسي للمشتري ووصفه.

### أوزيريس ريكس(الحدود الجديدة 3)

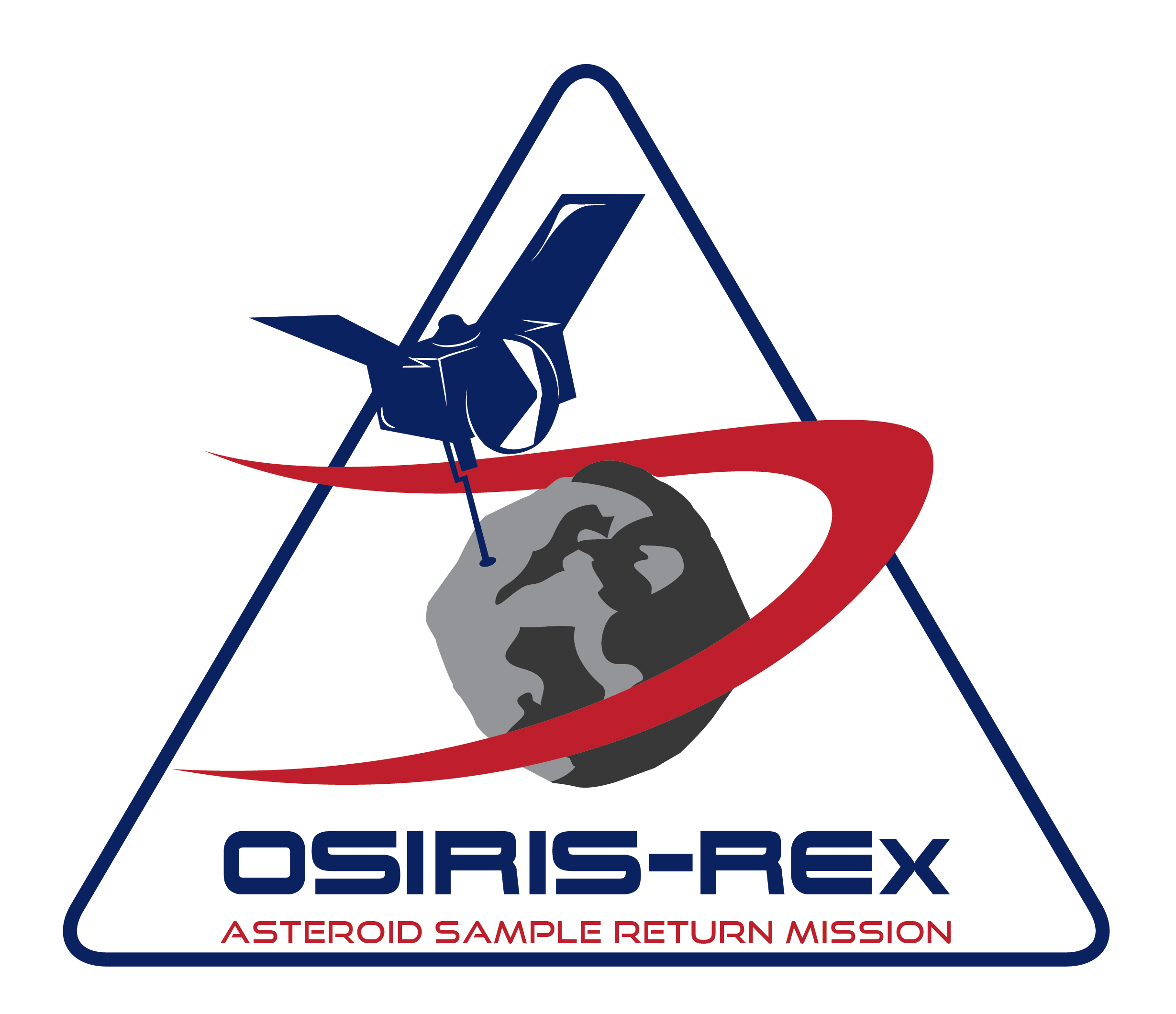
شعار المهمة

يشير مصطلح أوسايرس-ركس إلى «الأصول، التفسير الطيفي، تحديد الموارد، الأمان، مستكشف Regolith» ، وقد تم إطلاقه في 8 سبتمبر 2016. تتمثل خطة المهمة هذه في الدوران حول كويكب، سمي 1999 RQ36 في ذلك الوقت (الآن 101955 بينو )، بحلول عام 2020 بعد قياسات مكثفة ستجمع المركبة الفضائية عينة من سطح الكويكب لإعادتها إلى الأرض في عام 2023. ومن المتوقع أن تكلف المهمة باستثناء مركبة الإطلاق، حوالي 800 مليون دولار. ستساعد العينة المرتجعة العلماء في الإجابة عن الأسئلة التي طال انتظارها حول تكوين النظام الشمسي وأصل الجزيئات العضوية المعقدة اللازمة لأصل الحياة .
الكويكب بينو هو مصادم محتمل للأرض في المستقبل وهو مدرج في جدول مخاطر الحراسة مع ثالث أعلى تصنيف على مقياس باليرمو لمخاطر الأثر التقني (حوالي 2015). في أواخر القرن الحادي والعشرين كانت هناك فرصة تراكمية تبلغ حوالي 0.07٪ أن تضرب الأرض، وبالتالي هناك حاجة لقياس تكوين وتأثير ياركوفسكي للكويكب.

## البعثات المخطط لها

### اليعسوب(حدود جديدة 4)

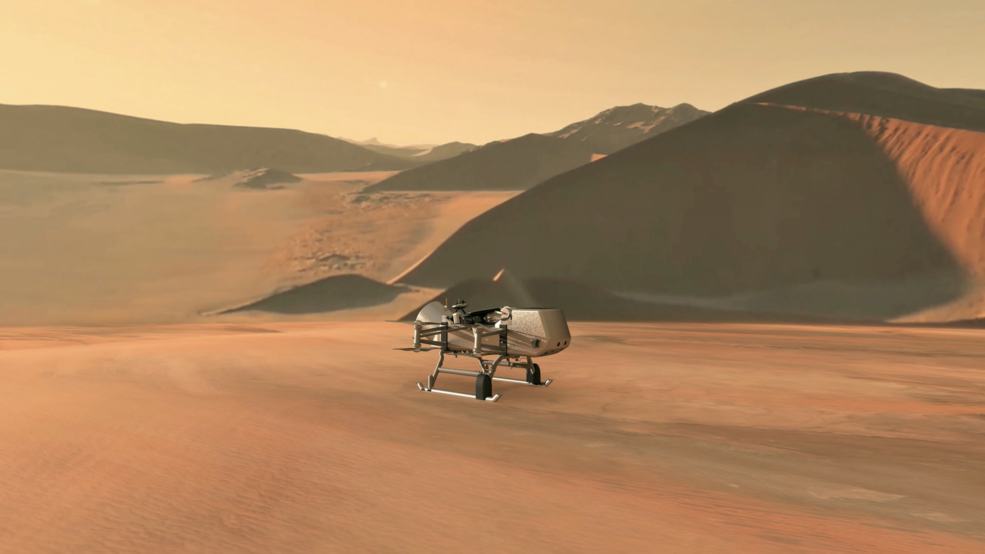
مفهوم الفنانين عن هبوط اليعسوب على تيتان

اليعسوب هي بعثة مستقبلية تشمل إرسال الروبوتات الجوالة الطائرات العمودية لأكبر أقمار زحل تيتان  وسوف تستفيد من مولدات متعدد بعثة النظائر المشعة الحرارية (MMRTG) من أجل التزود بالطاقة إلى التنقل عبر الغلاف الجوي لتيتان. ويبلغ الحد الأقصى لتكلفة التطوير حوالي مليار دولار. اعتبارًا من سبتمبر 2020 ، من المقرر إطلاق اليعسوب في عام 2027.
إرجاع عينة سطح المذنب

- إرجاع غبار أنوية ومواد عضوية لمذنب (اختصار CONDOR)، لاستعادة عينة من المذنب 67P / Churyumov-Gerasimenko .[14][15]
- إرجاع عينة من ذنب، والتحقيق، والعودة (اختصار CORSAIR)، أخذ عينة من المذنب 88P / Howell .[16]
- إرجاع عينة بيولوجية للمذنب (CAESAR) إلى المذنب 67P / Churyumov-Gerasimenko

إرجاع عينة القطب الجنوبي للقمر

- MoonRise ، مهمة عودة عينة نموذجية لاستكشاف القطب الجنوبي القمري - حوض آيتكين

عوالم المحيط

- Oceanus ، مركبة مدارية للتحقيق في إمكانية سكن تيتان المحتملة.[17]
- اليعسوب ، طائرة عمودية تطير فوق المناظر الطبيعية ومحيطات تيتان لدراسة كيمياء البريبايوتك.[10][18]
- Enceladus Life Finder (ELF) ، مركبة مدارية في علم الأحياء الفلكي إلى إنسيلادوس (أحد أقمار زحل).[19][20][21]
- توقيعات الحياة على القمر.

مسبار زحل
- Saturn PRobe Interior and aTmosphere Explorer (SPRITE) ، مسبار جوي لاستكشاف الغلاف الجوي لكوكب زحل وتكوينه.[22]

جولة طروادة والالتقاء
- لا شيء

فينوس لاندر
- Venus In Situ Atmospheric and Geochemical Explorer (VISAGE) ، مسبار كوكب الزهرة ومركبة هبوط.[23]
- تحقيقات تركيب الزهرة في الموقع (VICI) ، [14][24] مسبار.
- مستكشف أصول الزهرة (VOX) ، [25] مركبة مدار فينوس.

من بين 12 اقتراحًا أوليًا، اختارت ناسا اثنين لإجراء دراسات مفاهيم إضافية في 20 ديسمبر 2017 ، بما في ذلك Dragonfly .
حصل كل من الاختيارين النهائيين، CAESAR و Dragonfly ، على تمويل بقيمة 4 ملايين دولار حتى نهاية عام 2018 لمواصلة تطوير ونضج مفاهيمهم،  واختارت ناسا في يونيو 2019 لبناء وإطلاق Dragonfly .
في 27 يونيو 2019 ، أعلنت وكالة ناسا عن اختيار دراجونفلاي كمهمة نيو فرونتيرز 4 لإطلاقها في عام 2026، لاحقًا حتى عام 2027.

### حدود جديدة 5
اعتبارًا من يناير 2020 ، تخطط ناسا لإطلاق إعلان الحدود الجديدة 5 في أواخر عام 2022.

## روابط خارجية
- موقع برنامج الحدود الجديد